# سيد الخواتم (فلم 1978)
سيد الخواتم (بالإنجليزية: The Lord of the Rings) هو فلم كرتون أُنتج عام 1978، وهو مأخوذ عن رواية سيد الخواتم لـ ج. ر. ر. توكين ، ومن إخراج رالف باكشي.

## وصلات خارجية
- سيد الخواتم على موقع IMDb (الإنجليزية)
- سيد الخواتم على موقع ميتاكريتيك (الإنجليزية)
- سيد الخواتم على موقع روتن توميتوز (الإنجليزية)
- سيد الخواتم على موقع نتفليكس (الإنجليزية)
- سيد الخواتم على موقع ألو سيني (الفرنسية)
- سيد الخواتم على موقع Turner Classic Movies (الإنجليزية)
- سيد الخواتم على موقع أول موفي (الإنجليزية)
- سيد الخواتم على موقع بوكس أوفيس موجو (الإنجليزية)
- سيد الخواتم على موقع فيلمافينيتي (الإسبانية)
- سيد الخواتم على موقع قاعدة بيانات الأفلام السويدية (السويدية)

1. ↑  وصلة مرجع: http://www.imdb.com/title/tt0077869/. الوصول: 13 أبريل 2016.
2. 1 2 3 4 5 6 7 8 9 10 11 12 13  مذكور في: قاعدة بيانات الأفلام التشيكية السلوفاكية. لغة العمل أو لغة الاسم: التشيكية. تاريخ النشر: 2001.
3. 1 2 3  وصلة مرجع: http://www.bcdb.com/bcdb/cartoon.cgi?film=20535. الوصول: 13 أبريل 2016.
4. 1 2 3 4 5 6 7 8 9 10 11  وصلة مرجع: http://www.imdb.com/title/tt0077869/fullcredits. الوصول: 13 أبريل 2016.
5. 1 2  وصلة مرجع: http://stopklatka.pl/film/wladca-pierscieni. الوصول: 13 أبريل 2016.
6. ↑  وصلة مرجع: http://www.allocine.fr/film/fichefilm_gen_cfilm=38512.html. الوصول: 13 أبريل 2016.
7. 1 2  مُعرِّف قاعدة بيانات الأفلام على الإنترنت (IMDb): tt0077869.